# Papaipema engelhardti
Papaipema engelhardti är en fjärilsart som beskrevs av Bird 1939. Papaipema engelhardti ingår i släktet Papaipema och familjen nattflyn. Inga underarter finns listade i Catalogue of Life.